# Bisbat de Jaén
El Bisbat de Jaén, en llatí: Giennensis, és una diòcesi depenent de l'arxidiòcesi de Granada, a Andalusia, Espanya. Les seves seus són la Catedral de la Asunción de Jaén i la Catedral de Baeza. El Palau Episcopal està construït sobre un edifici del segle xv reformat a la dècada de 1980, i que manté la façana original. A l aporta es troben els escuts episcopals i l'escut reial amb els escuts del Bisbe Tavera. A la resta de la façana i a l'interior es conserven els escuts de diversos bisbes. La diòcesi de Jaén en l'actualitat consta de tota la província de Jaén amb 97 municipis amb una superfície total de 13.489.km² i una població de 647.053 habitants a 1 d'octubre de 2012.
 Els patrons de la diòcesi de Jaén són Sant Eufrasi i la Virgen de la Cabeza. Des de 1249 ha tingut 70 bisbes. El primer va ser Pedro Martínez, que substituí Fray Domingo de Soria a la seu de Baeza. El bisbe és des del 2005 Ramón del Hoyo López.

## Història

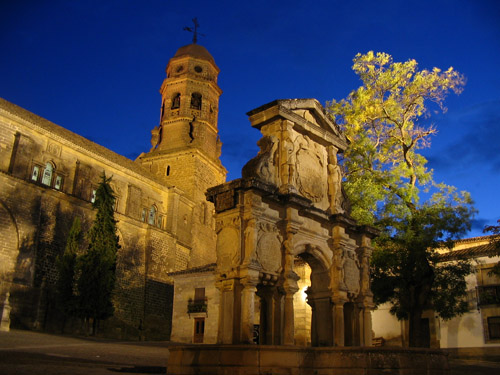
L'antiga catedral de la Nativitat de Maria a Baeza

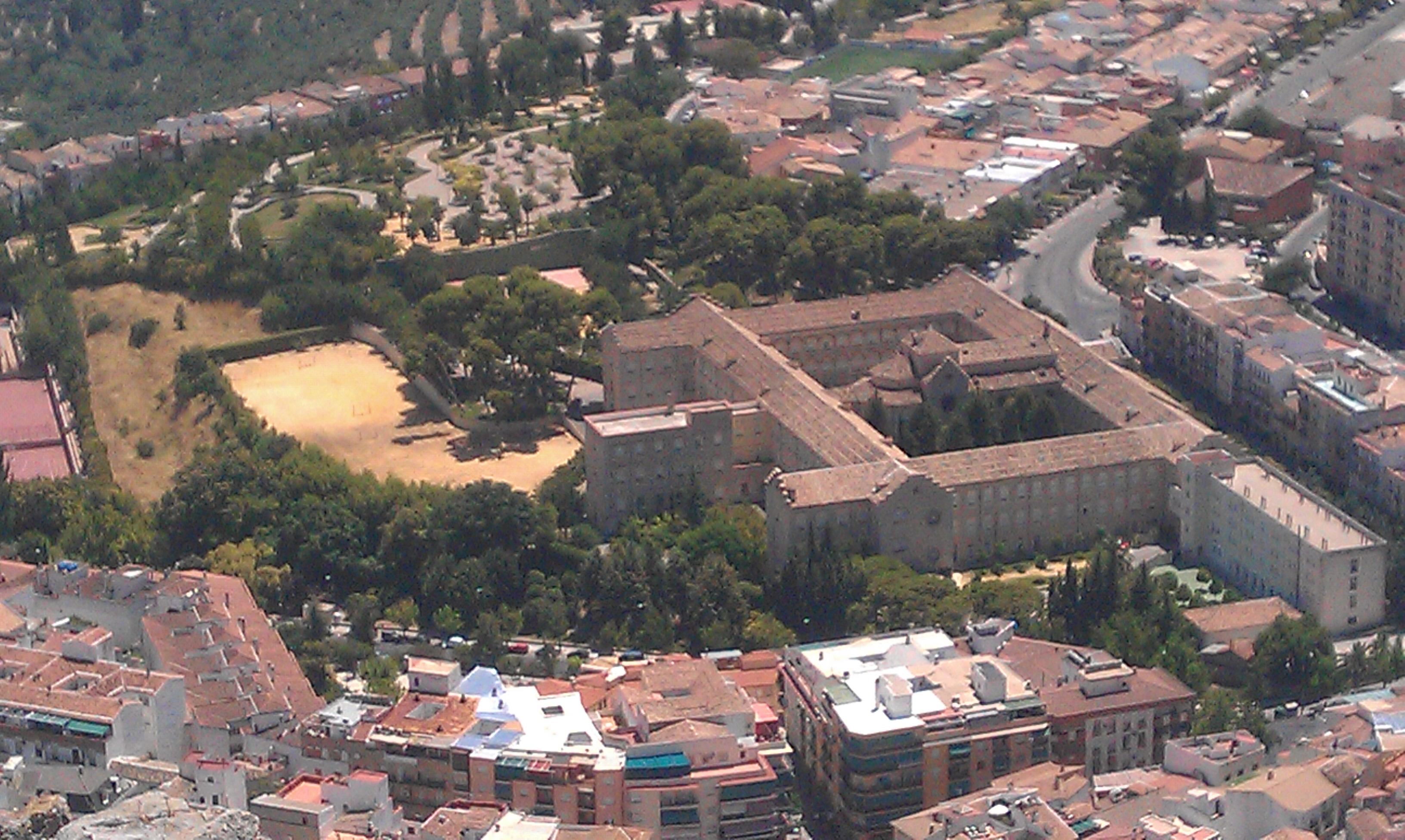
Vista aèria del seminari diocesà

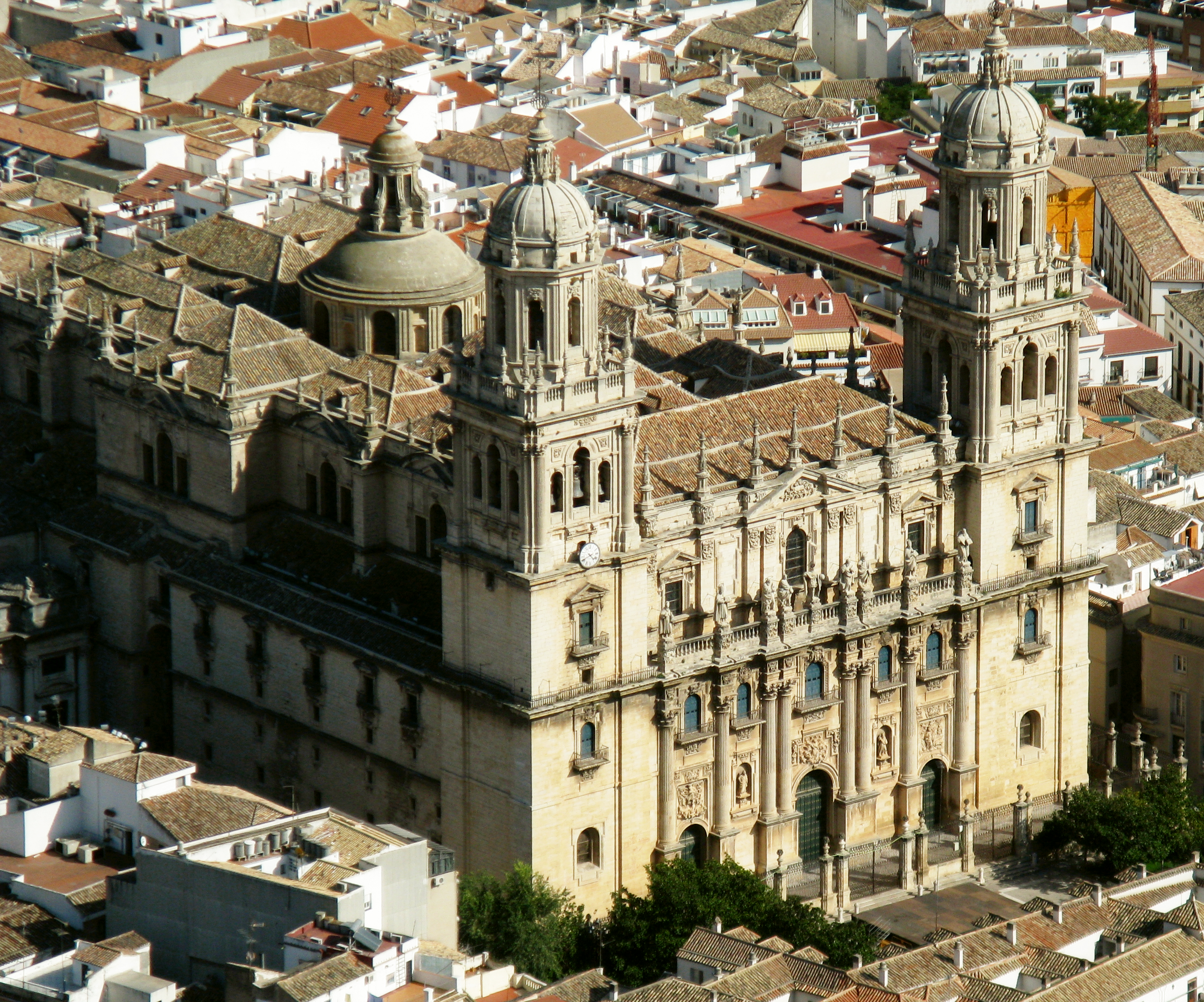
Catedral de Jaén

Al territori de l'actual Diòcesi de Jaén hi ha hagut altres diòcesis anteriors des del segle I:
- Diòcesi de Iliturgi, diòcesi auxiliar
- Diòcesi de Tucci, diòcesis auxiliar
- Diòcesi de Beatia, en l'actual títol de Baeza-Jaén
- Diòcesi de Cástulo-Cazlona, en l'actual títol de Baeza-Jaén
- Diòcesi de Mentesa Bastia, en l'actual títol de Baeza-Jaén

La ciutat de Jaén va ser conquerida als musulmans pel rei Ferran III el 1246. La diòcesi de Jaén es va fundar l'any 1249 amb el trasllat de la seu episcopal des de Baeza a Jaén. A l'antiguitat hi va haver diverses seus episcopals: Iliturgi substituïda per la de Tucci, Mentesa Bastetana, Cástulo i Beatia.
Al Concordat de 1851 s'expressava al seu article 5è la voluntat d'«adequació dels territoris provincials amb les demarcacions diocesanes». Tanmateix, fins a 1873 no es van suprimir les jurisdiccions especials de l'Abadía d'Alcalá la Real i les Vicaries dels Ordes militars. El Papa Pius IX, mitjançant cartes apostòliques va unir l'Abadía de Alcalá i les vicaries de Segura, Beas i Martos a la diòcesi de Jaén el 14 de juliol de 1873. Per aquest motiu el 1893 el bisbe Manuel María León González y Sánchez reorganitzà territorialment la diòcesi, excepte l'Adelantado de Cazorla que va pertànyer a l'arquebisbat de Toledo fins a 1954, any en el qual Pius XII signà l'annexió de Cazorla a la diòcesi de Jaén mitjançant el Decret «Maiori animarum bono» de la Congregació Consistorial del 23 d'abril de 1954. Així es va complir el desig expressat en el l'article 9è del Concordat del 1953.

## Catedrals i basíliques
- Catedral de Jaén.
- Catedral de Baeza.
- Basílica de San Ildefonso.
- Basílica de Nuestra Señora de la Cabeza (Andújar).
- Basílica de Santa María de los Reales Alcázares (Úbeda)

## Episcopologi
Els darrers bisbes de Jaén, durant el segle XX i segle xxi han estat els següents:
- Victoriano Guisasola y Menéndez † (19 d'abril de 1897 - 16 de desembre de 1901 nomenat bisbe de Madrid e Alcalá de Henares)
- Salvador Castellote y Pinazo † (16 de desembre de 1901 - 6 de desembre de 1906 nomenat arquebisbe de Sevilla)
- Juan José Laguarda y Fenollera † (6 de desembre de 1906 - 29 d'abril de 1909 nomenat bisbe de Barcelona)
- Juan Manuel Sanz y Saravia † (29 d'abril de 1909 - 19 de juny de 1919 mort)
- Manuel Basulto y Jiménez † (18 de desembre de 1919 - 12 d'agost de 1936 mort)
  - Sede vacante (1936-1942)
- Rafael García y García de Castro † (29 de desembre de 1942 - 9 de maig de 1953 nomenat arquebisbe de Granada)
- Felix Romero Menjibar † (16 de gener de 1954 - 2 de juliol de 1970 nomenat arquebisbe de Valladolid)
- Miguel Peinado Peinado † (30 d'abril de 1971 - 31 de maig de 1988 ritirato)
- Santiago García Aracil (31 de maig de 1988 - 9 de juliol de 2004 nomenat arquebisbe de Mérida-Badajoz)
- Ramón del Hoyo López, des del 19 de maig de 2005

## Estadístiques
A finals del 2013, la diòcesi tenia 670.800 batejats sobre una població de 674.900 persones, equivalent al 99,4% del total.
| Any  | Població | Població | Població | Sacerdots | Sacerdots       | Sacerdots       | Sacerdots             | Diaques | Religiosos | Religiosos | Parròquies |
| ---- | -------- | -------- | -------- | --------- | --------------- | --------------- | --------------------- | ------- | ---------- | ---------- | ---------- |
| Any  | batejats | total    | %        | total     | clergat secular | clergat regular | batejats por sacerdot | Diaques | homes      | dones      |            |
| 1950 | 780.000  | 780.000  | 100,0    | 260       | 210             | 50              | 3.000                 |         | 50         | 340        | 158        |
| 1969 | 702.284  | 702.886  | 99,9     | 398       | 289             | 109             | 1.764                 |         | 174        | 1.305      | 135        |
| 1980 | 676.000  | 677.756  | 99,7     | 336       | 245             | 91              | 2.011                 |         | 144        | 1.104      | 206        |
| 1990 | 650.000  | 659.939  | 98,5     | 424       | 356             | 68              | 1.533                 | 1       | 118        | 922        | 212        |
| 1999 | 630.000  | 648.551  | 97,1     | 318       | 247             | 71              | 1.981                 |         | 104        | 740        | 199        |
| 2000 | 630.000  | 648.551  | 97,1     | 304       | 232             | 72              | 2.072                 |         | 88         | 440        | 199        |
| 2001 | 631.000  | 649.662  | 97,1     | 323       | 246             | 77              | 1.953                 |         | 112        | 692        | 199        |
| 2002 | 631.000  | 649.662  | 97,1     | 300       | 243             | 57              | 2.103                 |         | 78         | 603        | 198        |
| 2003 | 631.000  | 649.662  | 97,1     | 312       | 246             | 66              | 2.022                 |         | 83         | 686        | 199        |
| 2004 | 630.000  | 651.565  | 96,7     | 308       | 246             | 62              | 2.045                 |         | 86         | 631        | 199        |
| 2006 | 655.000  | 660.284  | 99,2     | 303       | 251             | 52              | 2.161                 |         | 76         | 567        | 199        |
| 2013 | 670.800  | 674.900  | 99,4     | 283       | 247             | 36              | 2.370                 |         | 47         | 338        | 200        |